# 300 (singel)
300 – singel polskiego piosenkarza Kubańczyka z jego czwartego albumu studyjnego, zatytułowanego W zeszłym roku. Singel został wydany 28 czerwca 2022.
Nagranie otrzymało w Polsce status platynowego singla, przekraczając liczbę 50 tysięcy sprzedanych kopii.

## Geneza utworu i historia wydania
Piosenka została napisana i skomponowana przez Jakuba Flasa i Mikołaja Trybulca, który również odpowiada za produkcję utworu.
Singel ukazał się w formacie digital download 28 czerwca 2022 w Polsce wydaniem własnym w dystrybucji Universal Music Polska. Piosenka została umieszczona na czwartym albumie studyjnym Kubańczyka – W zeszłym roku.

## Teledysk
Do utworu powstał teledysk, który udostępniono 29 czerwca 2022 za pośrednictwem serwisu YouTube.

## Lista utworów
- Digital download[2]

1. „300” – 2:14

## Certyfikaty
| Kraj          | Certyfikat      | Sprzedaż |
| ------------- | --------------- | -------- |
| Polska (ZPAV) | platynowa płyta | 50 000+  |